# Sappho-Maler

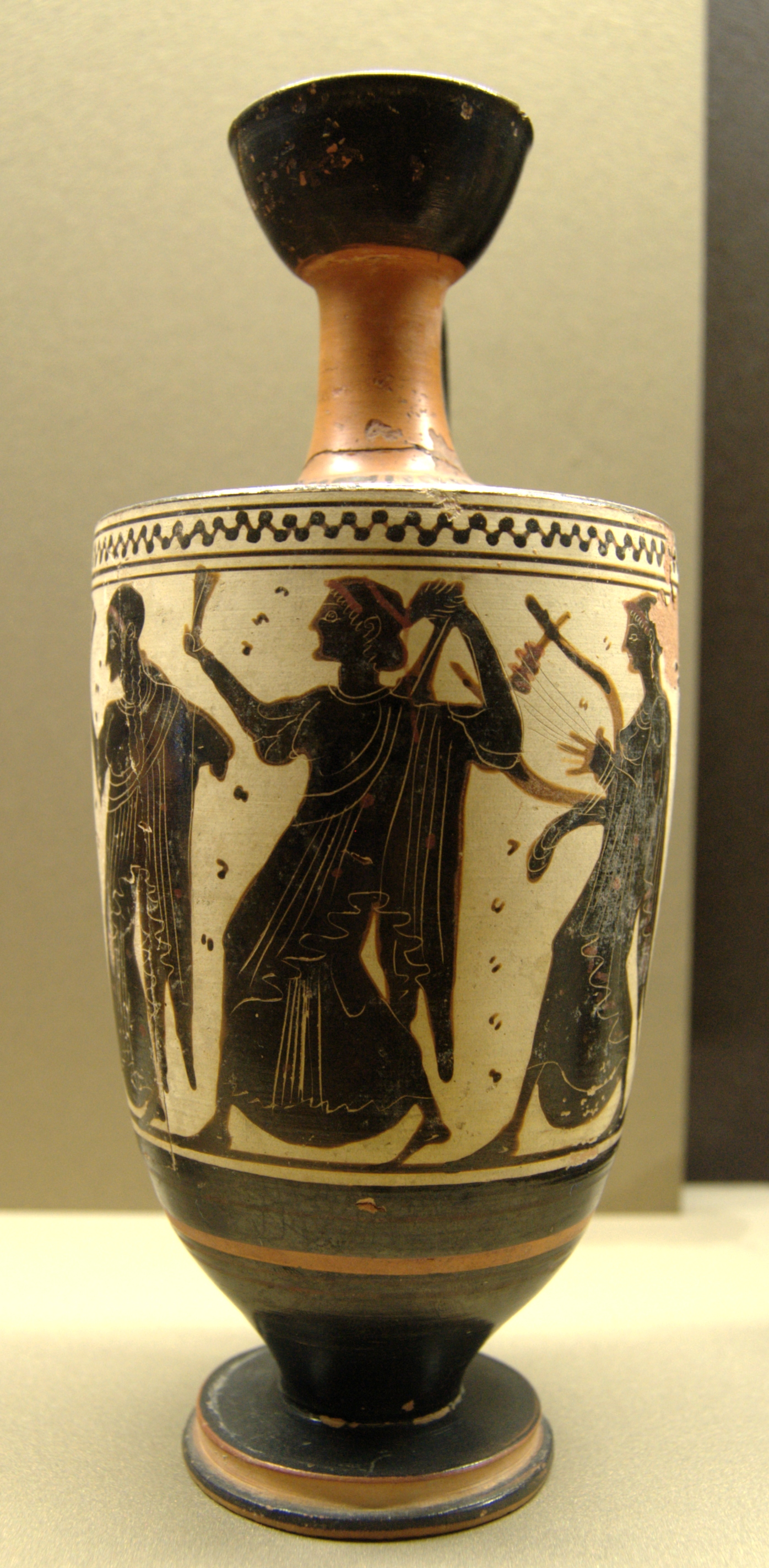
Achilleus sucht nach Polyxena. Gefunden in Tanagra, heute in Paris, Louvre L 27

Als Sappho-Maler wird ein attischer Vasenmaler bezeichnet, der im schwarzfigurigen Stil um 510 bis 490 v. Chr. in Athen tätig war. Seinen Namen erhielt er nach einer Darstellung der Dichterin Sappho auf einer Kalpis, die Dichterin ist durch eine Beischrift gekennzeichnet.

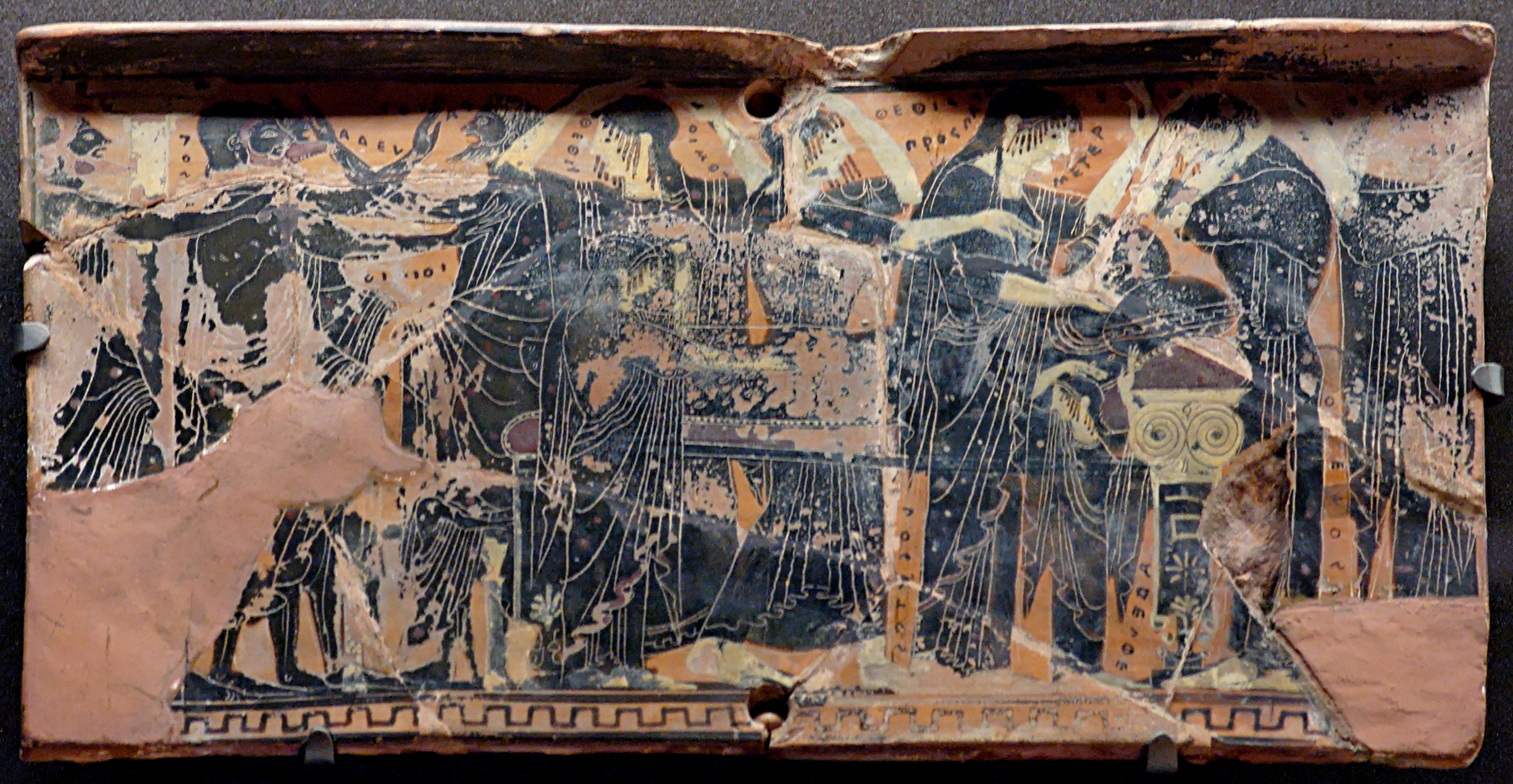
Prothesis auf einem Grabpinax. Gefunden in Athen, heute in Paris, Louvre MNB 905

Der Sappho-Maler war, ebenso wie sein Werkstattgenosse, der Diosphos-Maler, ein Nachfolger des Edinburgh-Malers. Er verzierte vor allem kleine Lekythen sowie andere kleine Gefäße, nur vereinzelt große Gefäße wie Loutrophoren, Grabpinakes und Epinetra. Das größte bekannte von ihm verzierte Gefäß ist ein Kolonnettenkrater.
Obwohl diese zu seiner Zeit schon dominant war, arbeitete er nicht in der rotfigurigen Technik, sondern schwarzfigurig und vor allem in der weißgrundigen Technik. Dazu nutzte er gelegentlich die neue Six-Technik. Häufig zeigte er Begräbnisszenen. Sie zeigte er unter anderem auf mehreren Grabpinakes, auf Loutrophoren und auf einer seltenen Korbhenkeloinochoe. Seine Bilder geben einen guten Eindruck von den attischen Begräbnisriten seiner Zeit (Prothesis, Ekphora). Von ihm stammt die einzige Darstellung einer Grablege auf einer antiken Vase, die Korbhenkeloinochoe zeigt eine Einsargung. Er behält den Knospenfries auf der Schulter seiner Lekythen dem Edinburgh-Maler folgend bei. Seine Figuren sind lebhaft und meist flüchtig gearbeitet. Mehrfach sind unentzifferbare Beischriften von seinen Vasen bekannt, Analphabet war er, wie andere Beischriften belegen, jedoch wahrscheinlich nicht. Die Inschriften hatten offenbar einen eher dekorativen Effekt. 
Eine Sonderform der kleinen Lekythos ist von ihm oder wurde für ihn erfunden. Der sich verjüngende Körper des Gefäßes ist oberhalb des Fußes kräftig nach innen gekurvt, manchmal finden sich auf der Schulter Löwendarstellungen. Diese Vasen werden der Kleine-Löwen-Klasse zugerechnet.